# Rödstjärtad ökenlärka
Rödstjärtad ökenlärka (Ammomanes phoenicura) är en fågel i familjen lärkor inom ordningen tättingar som huvudsakligen förekommer i Indien.

## Utseende och läten
Rödstjärtad ökenlärka är en rätt robust och mörk lärka med kraftig näbb och få särdrag. Ovansidan är sotfärgad gråbrun, undersidan rostorange. Den är tydligt streckad på strupe och bröst. Även övre stjärttäckarna och stjärten är rostorange, med ett mörkare ändband. Sången som levereras från marken, en låg sittplats eller i sångflykt består av två till tre enkla toner, en i taget.

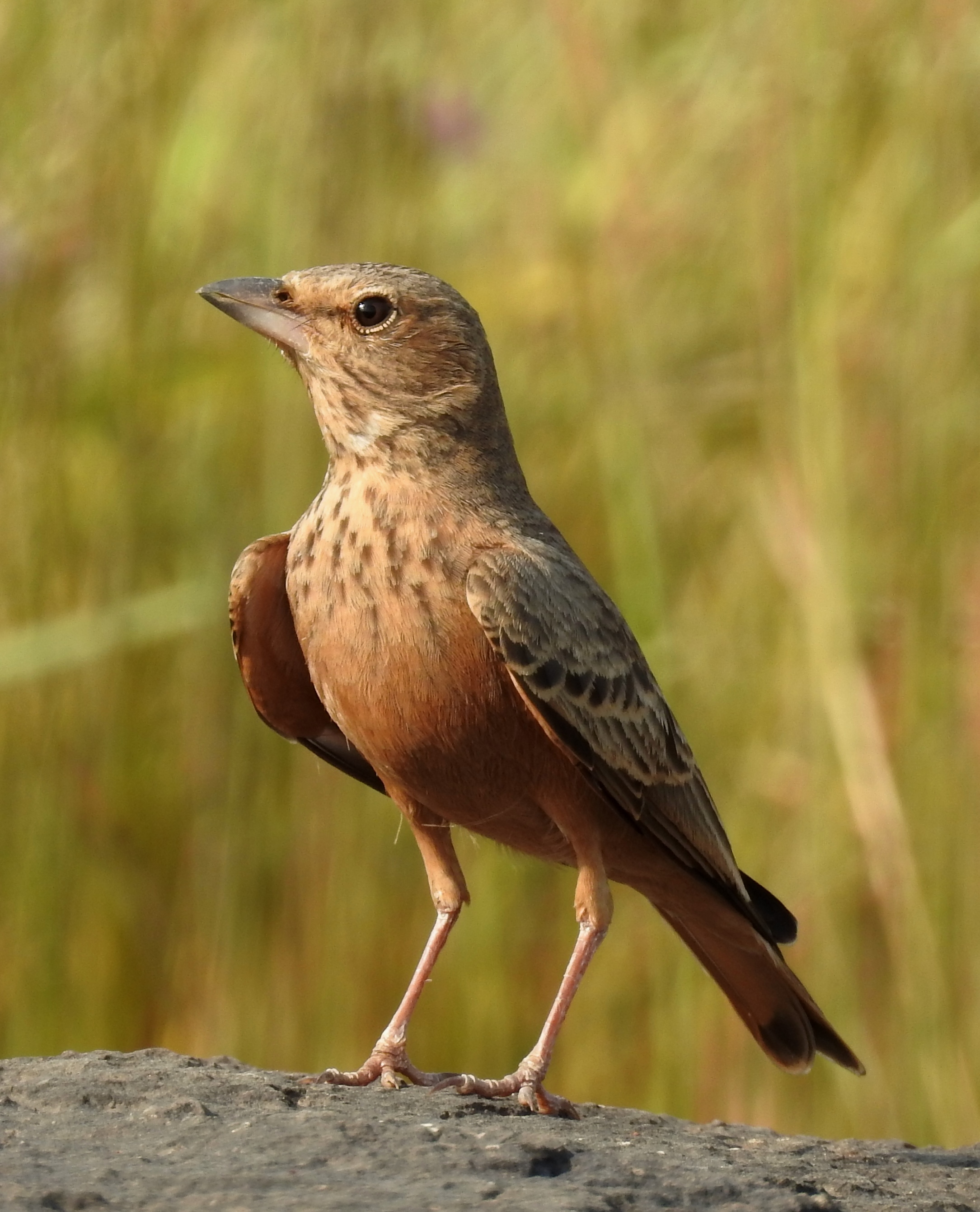
Rödstjärtad ökenlärka fotograferad i den indiska delstaten Maharashtra.

## Utbredning och systematik
Rödstjärtad ökenlärka förekommer i nordöstra Pakistan och större delen av Indien. Den delas in i två underarter med följande utbredning:
- Ammomanes phoenicura phoenicura – nordöstra Pakistan och centrala Indien
- Ammomanes phoenicura testacea – södra Indien

Fågeln har tidigare behandlats som samma art som sandökenlärkan (Ammomanes cinctura), men liknar mer stenökenlärkan (Ammomanes deserti) i morfologi, levnadsmiljö och läten och står troligen närmare denna. Genetiska studier från 2023 bekräftar detta.

## Levnadssätt
Rödstjärtad ökenlärka påträffas i torrt och öppet landskap med sparsam växtlighet. Den födosöker på marken efter frön, säd och ryggradslösa djur som skalbaggar. Fågeln häckar mellan februari och maj, huvudsakligen i mars och april. Arten är mestadels stannfågel men något nomadisk utanför häckningstid.

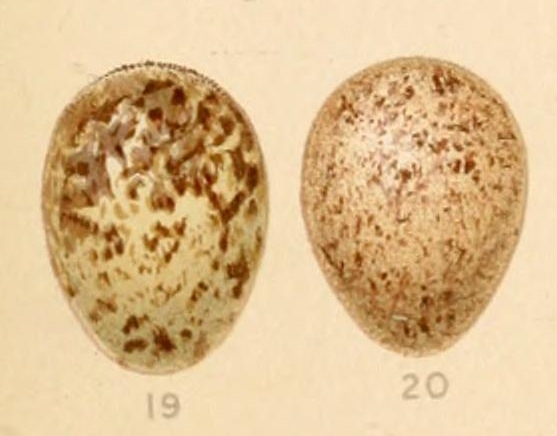
Den rödstjärtade ökenlärkans ägg.

## Status och hot
Arten har ett stort utbredningsområde och en stabil population. Utifrån dessa kriterier kategoriserar IUCN arten som livskraftig (LC). Världspopulationen har inte uppskattats, men den beskrivs som lokalt vanlig i norra Indien.